# پکا کوپاینن
پکا کوپاینن (فنلاندی: Pekka Kupiainen؛ زادهٔ ۲۵ نوامبر ۱۹۲۹) بازیکن فوتبال اهل فنلاند بود.
وی همچنین در تیم ملی فوتبال فنلاند بازی کرده‌است.